# スピラーノ
スピラーノ（伊: Spirano  ( 音声ファイル)）は、イタリア共和国ロンバルディア州ベルガモ県にある、人口約5,700人の基礎自治体（コムーネ）。

## 地理

### 位置・広がり
ベルガモ県南部のコムーネ。県都ベルガモから南へ13km、州都ミラノから東北東へ39kmの距離にある。

#### 隣接コムーネ
隣接するコムーネは以下の通り。
- ブリニャーノ・ジェーラ・ダッダ
- コローニョ・アル・セーリオ
- コムーン・ヌオーヴォ
- ルラーノ
- ポニャーノ
- ウルニャーノ
- ヴェルデッロ

### 地震分類
イタリアの地震リスク階級 (it) では、3 に分類される
。